# إسحاق جهانغيري
إسحاق جهانگيري (من مواليد 10 يناير 1958) هو سياسي إيراني، شغل سابقًا منصب النائب الأول لرئيس الجمهورية الإيرانية في حكومة حسن الروحاني حتى تاريخ 8 أغسطس 2021. كان جهانگيري يحمل منصب وزارة الصناعة والمناجم في حكومة الرئيس الأسبق محمد خاتمي كما كان عضوا بمجلس الشورى الإسلامي لدورتين متتاليتين خلال الفترة من 1984 إلى 1992م.